# باپتیست سانتاماریا
باپتیست سانتاماریا (انگلیسی: Baptiste Santamaria؛ زادهٔ ۹ مارس ۱۹۹۵) یک بازیکن فوتبال اهل فرانسه است.
وی همچنین در تیم‌های ملی فوتبال France U20 ۱۷ اوت ۲۰۱۶ (UTC) بازی کرده است.